# Soy Como Quiero Ser
Albums de Luis Miguel
Fiebre de amor
(1985) Busca una Mujer
(1988)
Singles
Soy Como Quiero Ser est le cinquième album studio enregistré par le chanteur mexicain Luis Miguel et son premier album à paraître chez WEA Latina le 9 juin 1987,. L'album était sous-titré « Luis Miguel '87 : « Soy Como Quiero Ser » et a été la première de nombreuses collaborations avec le producteur de longue date Juan Carlos Calderón. Les chanteuses Laura Branigan et Rocío Banquells figurent sur deux des titres de l'album. La majorité des chansons incluses sont des reprises des années 1960, 1970 et 1980.
En 1988, l'album a été nommé pour un Grammy Award du meilleur album de pop latine lors de la 30e édition des Grammy Awards, perdant face à Un Hombre Solo (en) de Julio Iglesias.

## Contexte
En 1987, Luis Miguel avait 17 ans et Soy Como Quiero Ser a vu le jour,. Après neuf albums qui parlaient de tout sauf de comment être un enfant dans l'industrie de la musique, c'était le moment idéal pour changer complètement. Il l'a fait non seulement avec sa musique, mais avec tout ce qui vous entoure. Du changement de label (d'EMI à Warner Music), à la signature d'un des producteurs de musique pop latino-américaine les plus ambitieux de l'époque (Juan Carlos Calderón) et à la collaboration avec des icônes de l'époque comme Rocío Banquells et Laura Branigan,.
Après une série de problèmes avec son père, qui était producteur exécutif (et qui lui a fait sortir deux albums par an depuis ses débuts en 1982), le chanteur entame ce qui semble être une seconde partie de sa carrière avec le producteur espagnol Juan Carlos Calderón.

## Contenu
Soy Como Quiero Ser est un acte de défi ambitieux par rapport au titre qui l'introduit, une stratégie méticuleuse qui a brisé toutes les attentes que le public avait de lui. Cet album présente des chansons qui continuent d'être des succès et qui ont tracé la voie pour ce qui allait suivre. Ahora te puedes marchar et Cuando Calienta el Sol sont deux chansons qui sont proches de la romance des Psychedelic Furs. Le reste de l'album jette les bases d'une grande partie de ce qu'il fera ensuite. Des reprises adaptées à sa voix, celle qui allait devenir l'icône qui a fait des années 90. De l'élégance de Lamont Dozier au cœur d'Eric Carmen et de la célébration de Dusty Springfield à la classe italienne de Pino Donaggio, ces covers sont choisies pour présenter les facettes de l'artiste qui seront plus tard mises en valeur dans d'autres albums comme Aries ou Romance.

## Accueil
Soy Como Quiero Ser a été nommé pour le Grammy du meilleur album de pop latine et a rivalisé avec des artistes établis tels que Julio Iglesias, ce qui lui a valu cinq albums de platine et huit d'or pour avoir dépassé les plus de 150 000 exemplaires vendus au cours de sa première semaine, une fois, après la sortie locale, il est sorti au niveau international le 15 juillet,.

## Liste des pistes
Adapté d'AllMusic.
| Soy Como Quiero Ser | Soy Como Quiero Ser                                           | Soy Como Quiero Ser                                                             | Soy Como Quiero Ser | Soy Como Quiero Ser | Soy Como Quiero Ser | Soy Como Quiero Ser | Soy Como Quiero Ser | Soy Como Quiero Ser | Soy Como Quiero Ser |
| No                  | Titre                                                         | Auteur                                                                          | Durée               |                     |                     |                     |                     |                     |                     |
| ------------------- | ------------------------------------------------------------- | ------------------------------------------------------------------------------- | ------------------- | ------------------- | ------------------- | ------------------- | ------------------- | ------------------- | ------------------- |
| 1.                  | « Es Mejor » (Reach Out I'll Be There)                        | Lamont Dozier / Eddie Holland / Brian Holland / Alejandro Monroy / Carlos Villa | 3:51                |                     |                     |                     |                     |                     |                     |
| 2.                  | « Sin Hablar » (Duo avec Laura Branigan)                      | Juan Carlos Calderón                                                            | 4:30                |                     |                     |                     |                     |                     |                     |
| 3.                  | « Ahora Te Puedes Marchar » (I Only Want to Be With You)      | Ivor Raymonde / Mike Hawker / Luis Gómez Escolar                                | 3:15                |                     |                     |                     |                     |                     |                     |
| 4.                  | « Yo Que No Vivo Sin Tí » (You Don't Have to Say You Love Me) | Pino Donaggio / Vito Pallavicini / Luis Gómez Escolar                           | 3:31                |                     |                     |                     |                     |                     |                     |
| 5.                  | « Eres Tú »                                                   | Juan Carlos Calderón                                                            | 4:11                |                     |                     |                     |                     |                     |                     |
| 6.                  | « Sólo Tú » (Only You)                                        | Andy Rande / Buck Ram / Carlos Toro                                             | 3:21                |                     |                     |                     |                     |                     |                     |
| 7.                  | « No Me Puedo Escapar de Tí » (Duo avec Rocío Banquells)      | Juan Carlos Calderón                                                            | 3:31                |                     |                     |                     |                     |                     |                     |
| 8.                  | « Cuando Calienta el Sol » (Love Me with All Your Heart)      | Rafael Gastón Pérez / Carlos Rigual / Mario Rigual / Carlos Alberto Martinoli   | 3:57                |                     |                     |                     |                     |                     |                     |
| 9.                  | « Soy Como Quiero Ser »                                       | Luis Rey                                                                        | 2:55                |                     |                     |                     |                     |                     |                     |
| 10.                 | « Perdóname » (All by Myself)                                 | Eric Carmen / Carlos Toro                                                       | 3:31                |                     |                     |                     |                     |                     |                     |
| 11.                 | « Sunny »                                                     | Bobby Hebb / Luis Gómez Escolar                                                 | 3:18                |                     |                     |                     |                     |                     |                     |
| 39:21               |                                                               |                                                                                 |                     |                     |                     |                     |                     |                     |                     |